# Platz des Unsichtbaren Mahnmals

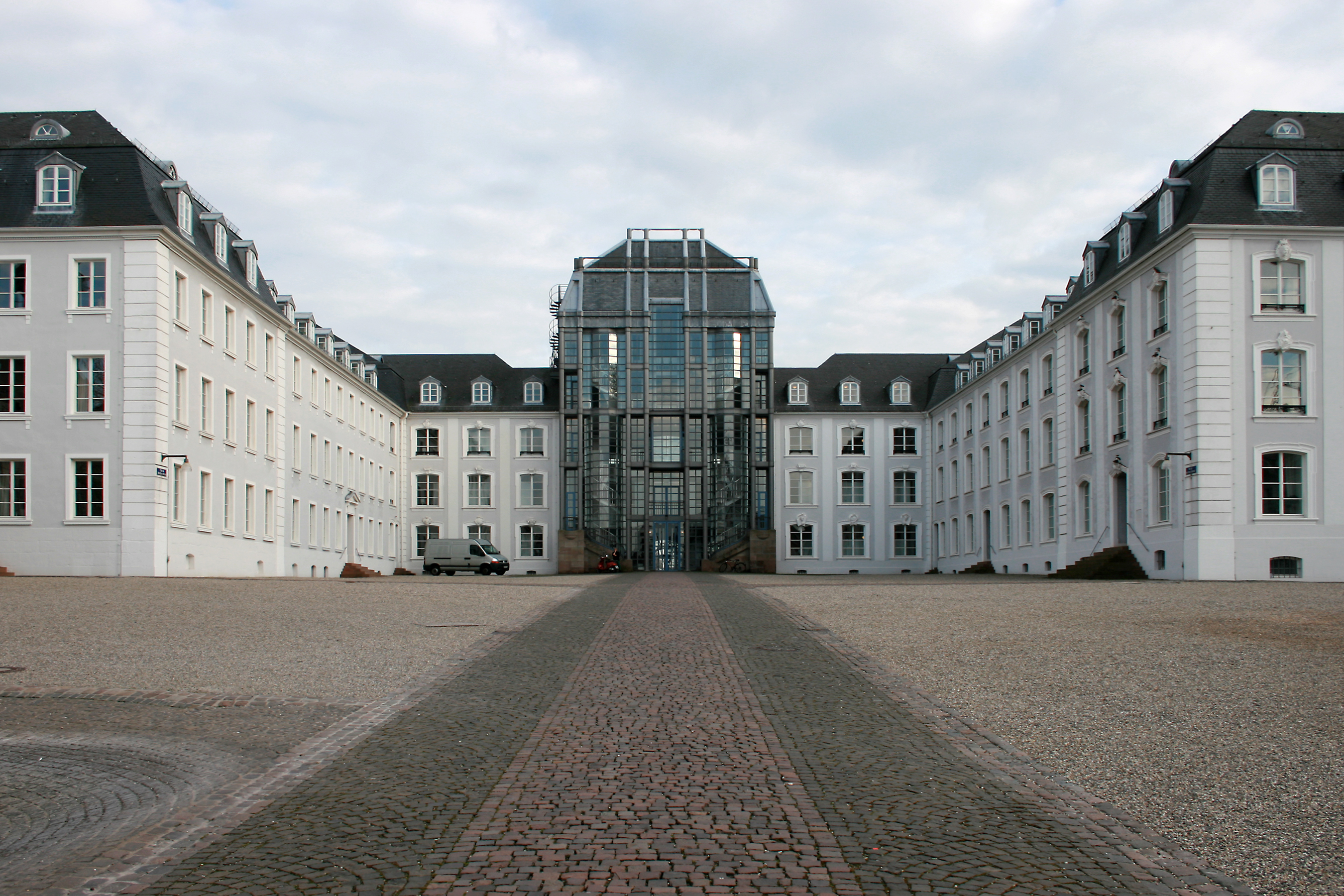
Le mémorial invisible devant le château.

La Platz des Unsichtbaren Mahnmals - ou en français, le lieu de commémoration invisible - est un mémorial dédié aux cimetières juifs à Sarrebruck réalisé sous l'impulsion de Jochen Gerz. Le monument a aussi le nom 2146 Steine - Mahnmal gegen Rassismus (2146 pierres - Mémorial contre le racisme).  

## Situation
Le monument est situé à Sarrebruck, capitale de l'Etat allemand de la Sarre et sa caractéristique est qu'il est complètement invisible - il apparaît seulement comme un signe à la place, lisant Platz des Unsichtbaren Mahnmals.
La place du château de Sarrebruck est choisie car ce dernier est, dès 1935, un lieu de répression nazie. Le château est le siège de la Gestapo et le sous-sol devient une prison. Les murs sont d'ailleurs recouverts d'inscriptions des détenus. 

## Genèse du projet
Jochen Gerz est professeur à l'Ecole des beaux arts de Sarrebruck, la HBK Saar, nouvellement créée en 1989. En avril 1990, il s'entoure de plusieurs de ses élèves, Martin Blanke, Christian H. Cordes, Yvonne de Grazia, Jens Freitag, Daniel Funke, Beate Miller, Gabi Raddau, Isabel Reichert, pour commencer le projet du monument. À l'aide des communautés juives, ils rassemblent les 2146 noms de tous les cimetières juifs présents jusqu'en 1933 dans toute l'Allemagne. 
Dans le plus grand secret et de manière illégale, ils commencent à déterrer des pavés devant le château de Sarrebruck. Les noms des cimetières juifs allemands sont ensuite gravés sur la face inférieure des pierres, ainsi que la date de la gravure. Les pavés sont ensuite replacés à leur emplacement d'origine, avec l'inscription tournée vers le bas.

## Légalisation
Le projet est rendu public assez rapidement et amène une controverse, et notamment un débat houleux en août 1991 au conseil régional de la Sarre. Des questions sur la définition d'un monument et sa visibilité sont abordées. Jochen Gerz est présent et dit : "Fondamentalement, je voudrais dire, dans une petite parenthèse, que vous ne devez pas être surpris si le concept de ce mémorial provoque chez vous des difficultés, une surprise, une déception, une confusion." Un vote a également lieu pour savoir si le projet peut se poursuivre. Ce sont les députés du SPD, en majorité qui le permettent.   
En 1992, les pierres sont scellées pour éviter le vandalisme.   

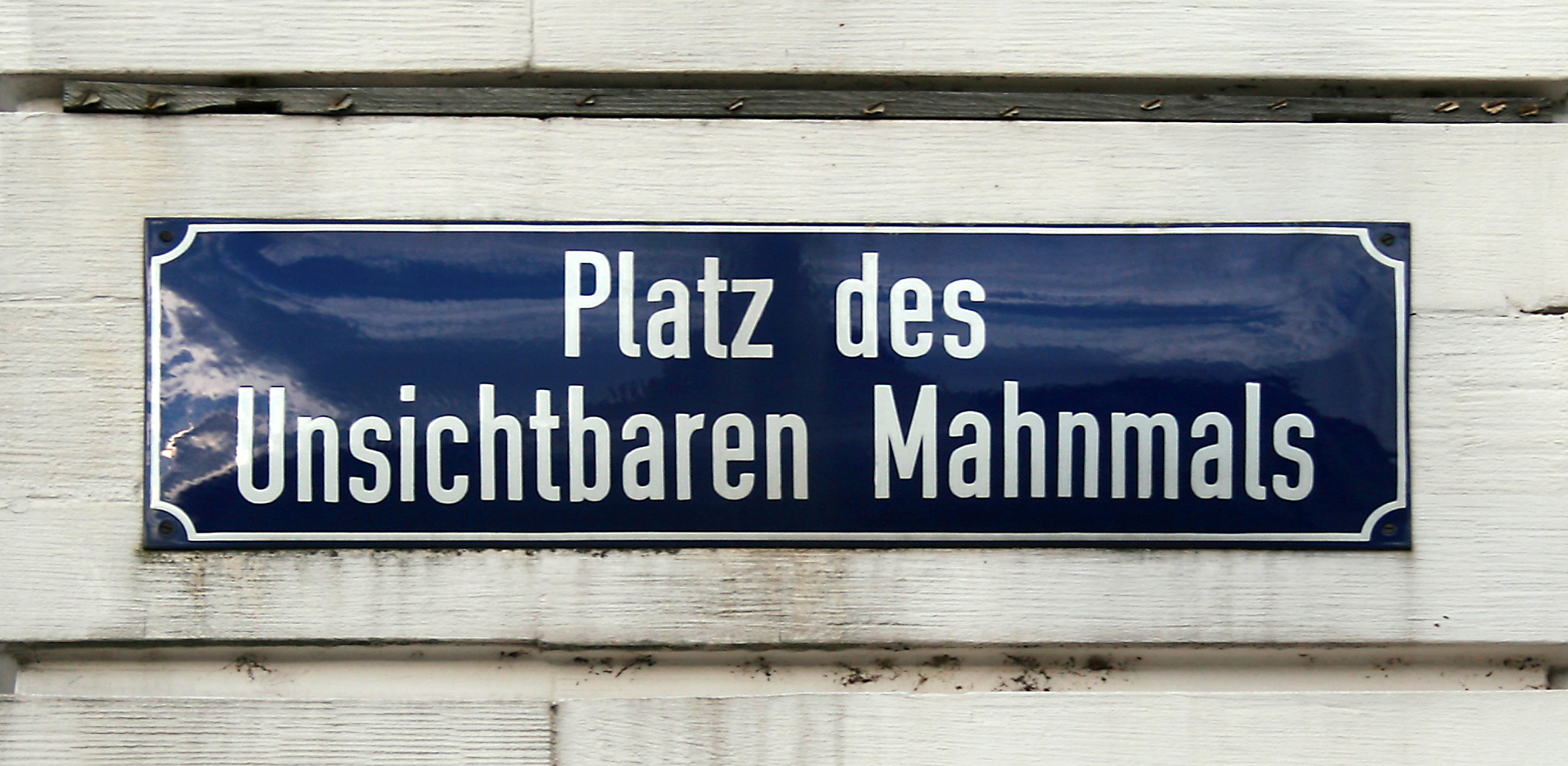
Une plaque portant le mémorial a été dévoilée le 23 mai 1993.